# Anisotremus

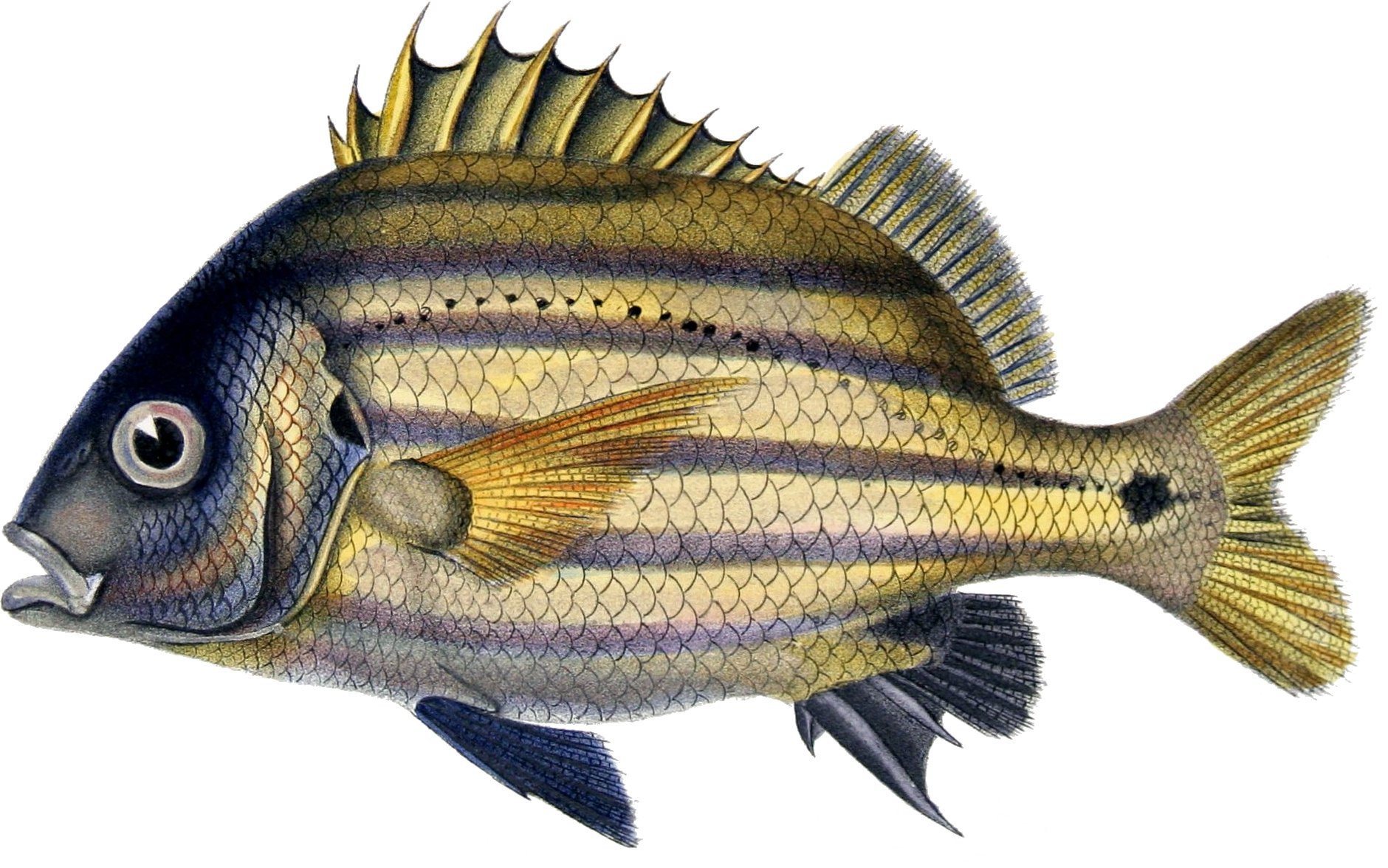
Anisotremus moricandi

Anisotremus és un gènere de peixos pertanyent a la família dels hemúlids.

## Descripció
- Cos comprimit.
- Dors alt.
- Cap curt.
- Boca petita.
- Llavis molsuts.
- Preopercle finament serrat.
- Aleta caudal bifurcada.

## Distribució geogràfica
Es troba al Nou Món (tant al Pacífic com a l'Atlàntic).

## Taxonomia
- Anisotremus caesius (Jordan & Gilbert, 1882)[3]
- Anisotremus davidsonii (Steindachner, 1876)[4]
- Anisotremus dovii (Günther, 1864)[5]
- Anisotremus interruptus (Gill, 1862)[6]
- Anisotremus moricandi (Ranzani, 1842)[7]
- Anisotremus pacifici (Günther, 1864)[8]
- Anisotremus scapularis (Tschudi, 1846)[9]
- Anisotremus surinamensis (Bloch, 1791)[10]
- Anisotremus taeniatus (Gill, 1861)[11]
- Anisotremus virginicus (Linnaeus, 1758)[12][13][14][15][16][17]